# San Francesco della Vigna
San Francesco della Vigna je Rimskokatoliška cerkev v Sestiereju Castello v Benetkah v severni Italiji.

## Zgodovina
Poleg bazilike Santa Maria Gloriosa dei Frari je to ena od dveh frančiškanskih cerkva v Benetkah. Mesto, prvotno vinograd (vigna), je Marco Ziani leta 1253 podaril za gradnjo samostana. Majhna kapelica, ki je že obstajala na tem mestu, je spominjala na mesto, kjer naj bi angel brodolomcu svetemu Marku, zavetniku Benetk, izrekel Pax tibi Marce, evangelista meus.
Prva cerkev na tem mestu je bila troladijska gotska cerkev Marina da Pisa. V samostanu so bili Frati Minori dell'Osservanza, medtem ko so Conventualci zasedli Frari na drugi strani mesta. Do 16. stoletja je bila cerkvena stavba potrebna popravila. K prezidavi te cerkve sta vodila dva glavna vzgiba; ena je bila reforma, ki je zajela red frančiškanskih observantov, druga pa želje doža Andrea Grittija, čigar družinska palača je bila soseda cerkve. Leta 1534 je ta dož položil temeljni kamen za novo cerkev. Ladjo so leta 1554 prekrili.

## Zunanjost
Cerkev je v treznem renesančnem slogu zasnoval Jacopo Sansovino leta 1554 po nasvetu frančiškanskega patra Fra Francesca Zorzija. Fra Zorzi je dimenzioniranje različnih elementov zasnoval na številu tri zaradi povezave s sv. Trojico: ladja naj bo široka devet in dolga 27 korakov, vsaka stranska kapela široka tri korake. Vendar pa fasada iz belega marmorja (1564-1570) ni temeljila na Sansovinovih načrtih, temveč je bila izdelek Andree Palladia. Domneva se, da je patricij Daniele Barbaro leta 1562 lobiral za zamenjavo komisije s Sansovina na Palladia in s tem prepričal takratnega patriarha Giovannija Grimanija.
Palladio se je izziva povezovanja osrednje ladje s stranskima ladjama na fasadi lotil na inovativen način. Korintski stebri v sredini in ob straneh so nameščeni na istem visokem podstavku, čeprav so osrednji štirje stebri višji in širši od stranskih. Stranski stebri podpirajo polpedimente, ki posnemajo kot osrednjega polnega pedimenta. Nad osrednjim portalom je polkrožno okno, ki je zgoraj prekinjeno s konzolo in razdeljeno na tri dele. Fasada vsebuje dva velika bronasta kipa Mojzesa in svetega Pavla (1592), ki aktivno stopata naprej iz svojih plitvih niš, ki ju je izklesal Tiziano Aspetti.
Na vrhu timpanona orel razpira prapor z napisom Renovabitur. Spodaj je v frizu posvetilo cerkve: vgravirano je Deo utriusque templi aedificatori ac reparatori (Bog, graditelj in obnovitelj obeh templjev). Štiri marmorne plošče pravijo: Ac cede ad hoc / ne deseras spirituale / non sine iugi exteriori / interiorique bello (Vstopite sem / ne zapustite duha / ne, ne da bi se ločili od zunanjega sveta / in polepšali svojo notranjost).
Znotraj cerkve so vsako kapelo prodali za 200-350 dukatov plemiškim darovalcem, s čimer so zbrali prepotrebna sredstva za gradnjo in podelili pravico, da v kapeli postavijo svoj grb in tam pokopljejo svojo družino. Za pravico do pokopa v tleh kora pred velikim oltarjem je dož Andrea Gritti plačal 1000 dukatov. Leta 1542 sta Vettor Grimani in njegov brat kardinal Marino pridobila pravico za gradnjo fasade za cerkev. Treh sarkofagov za dva kardinala in patriarha iz družine Grimani ni več na mestu. Pročelje cerkve je nazadnje pri Andrei Palladiu (1562) naročil Giovanni Grimani.
V 1950-ih je bilo ulitih 5 zvonov v B z veronsko umetnostjo zvonjenja.
- Palladijeva fasada
- Mojzes Tiziana Aspettija
- Sveti Pavel Tiziana Aspettija
- Križni hodnik
- Križni hodnik

## Notranjost
Notranjost cerkve odlikuje preprostost in strogost, primerna za frančiškansko cerkev, s preprostimi dorskimi pilastri iz istrskega kamna. Za oltarjem je kor, ki so ga nekoč med bogoslužjem zasedali menihi. Notranjost vsebuje alabastrno skulpturo sv. Ludvika iz Toulousa in gotsko sliko Madone ponižnosti iz zgodnjega 15. stoletja.
Kapela Grimani (prva v levi ladji) je okrašena s stropnimi poslikavami Battiste Franca ter freskami in oltarno sliko Federica Zuccarija. Kapelo je obnovila britanska dobrodelna organizacija Venice in Peril, ki je v 1990-ih obnovila tudi Palladijevo pročelje.
V kapelah cerkve so mojstrovine, ki so bile narejene za to cerkev ali pa so bile sem prestavljene predvsem v 19. stoletju iz zaprtih cerkva, oratorijev in samostanov. Pripadajo nekaterim najuglednejšim aristokratskim družinam v Benetkah. Med kapelami in deli v njih so naslednje (začenši od vhoda):

### Desno
1., Bragadin ali svete Katarine Aleksandrijske
Prva kapela na desni, posvečena družini Bragadin, pod pokroviteljstvom svete Katarine Aleksandrijske. Kapelo je leta 1537 pridobil Girolamo Bragadin, prokurator sv. Marka, na obeh straneh oltarja sta grba družine Bragadin. Na oltarni sliki je upodobljena Katarina Aleksandrijska s svetimi Hieronimom, Janezom Krstnikom in apostolom Jakobom (sredina 16. stoletja) Giuseppeja Porta.
Na desni je slika zadnje večerje Francesca Rizza da Santacroceja. Na levi Kristusovo vstajenje Giovannija da Asole. Sredi kapele nagrobnik Bragadina Girolama Bragadina (1545).
- Kristusovo vstajenje Giovannija da Asole
- Katarina Aleksandrijska s svetimi Hieronimom, Janezom Krstnikom in Jakobom, Giuseppe Porta
- Zadnja večerja Francesca Rizza da Santacroceja

2., Badoer-Surian ali Brezmadežnega spočetja
Kapelo je leta 1535 Devici posvetil Piero Badoer, prokurator San Marca. Vsebuje tudi grobnice (1563) družine Surian. Kapela ima štiri bočna platna iz 18. stoletja, prvotno iz oratorija Stimmate, ki prikazujejo na desni žrtvovanje Izaka Pittonija in Rebeko pri vodnjaku z Eleazarjem Nicola Grassija; na levi pa Samarijan pri vodnjaku Francesca Polazza in Zdravljenje prirojeno slepih Angela Trevisanija.
3., Contarini dalla Porta
Kapela vsebuje alabastrni kip sv. Ludvika iz Toulousea in platno Palme Giovane, ki prikazuje Devico s svetniki (1628). Strop (dokončan 1789) prikazuje prizore življenja in smrti svetega Petra iz Alcantare, vključno s svetnikom na mestnem obzidju, sveto Terezijo Avilsko, svetim Petrom in špansko kraljico Izabelo, smrtjo svetnika in slavo svetnika, vse Francesco Fontebasso. V stenah so alegorične upodobitve vere, upanja in ljubezni (desno) Jacopa Marieschija; in religija in meditacija (levo) Francesca Maggiotta.
V njej je grobnica dveh dožev: Alviseja, doža od 1676 do 1684, in Francesca, doža od 1623 do 1624. Oba doprsna kipa sta delo Antonia Gaija.
- Alvise Contarini
- Francesco Contarini
- La Vergine in gloria - Palma il Giovane

4., Malipiero Badoer
V kapeli je oltarna podoba Vstajenja Paola Veroneseja.
5. Barbaro
Kapela ima heraldični ščit družine Barbaro, rdeč krog na belem ozadju, podeljen admiralu Marcu Barbaru po njegovi zmagi v 12. stoletju v Jaffi. Slika oltarja je Battista Franco, olje na platnu, ki prikazuje Kristusov krst med svetim Frančiškom in Bernardinom iz Siene. Ti dve figuri, ki se dobro pojavljata na obeh straneh osrednje skupine, sta prikriti z dvema stebroma.
- Vstajenje, Paolo Veronese
- Kristusov krst, Battista Franco

### Desna prižnica
Postavljena je bil na stroške Mattea Goretta, pod njo pa je oltar, posvečen sv. Mateju, s sliko apostola Francesca Montemezzana. Nad prižnico je še ena slika istega avtorja La Vergine Assunta (konec 16. stoletja).
- Apostol Matej, Francesco Montemezzano
- Marijino vnebovzetje, Francesco Montezzano

### Levo
1. levo, kapela Grimani je posvečena družini Grimani pod pokroviteljstvom magov. Leta 1537 ga je kupil Vettor Grimani, prokurist San Marca.
Obok je bogato okrašen s petnajstimi medaljoni, imenovanimi 'rimski' (krožne škatle, ki se izmenjujejo s kvadratnimi škatlami). Sedem angelskih vrlin najdemo v kvadratih, v osmih krogih pa človeške vrline Battiste Franca, imenovane Semolei (1561). Oltar, katerega oltarna slika prikazuje Čaščenje Treh kraljev leta 1564 Federica Zuccarija, je bil naslikan z oljem neposredno na marmorju. Ta izbira pojasnjuje stanje dela. Na obeh straneh v nišah alegorija miru v bronu Tiziana Aspettija, ki je avtor kipov paladijevskega pročelja cerkve. Nad oltarjem so tri freske s središčem: Kristusovo vstajenje, desno: Elija je ozdravil sina vdove in levo: Elija in ognjeni voz, avtor Battista Franco. Na desni strani freska, uokvirjena z ciganskim Vstalim Lazarjem (Resurrezione di Lazzaro) (1561), Federico Zuccari.
- Angelske vrline in človeške vrline Battista Franca
- Čaščenje Treh kraljev Federica Zuccarija
- Nad oltarjem tri slike Battista Franca
- Vstali Lazar Federica Zuccarija

2. levo, Montefeltro ali opata sv. Antona
Druga kapela na levi. Nicola da Urbino, grof Montefeltro, leta 1397 sestavi oporoko, s katero podari prokuratorju San Marca 2000 zlatnikov. Prosi, da se tretjina te vsote nameni postavitvi kapele v cerkvi sv. Marka. Zaobljuba ne bo spoštovana in šele 150 let kasneje je kapela postavljena ob obnovitvi San Francesco della Vigna. Je pod pokroviteljstvom Antona Velikega (Sant'Antonio abate).
Oltar in marmorna oltarna slika sta iz leta 1561, zasluga Francesca Smeraldija. Trije kipi so Alessandro Vittoria (1563): v središču San Antonio Abatea, desno sv. Sebastijan, na levi sv. Rok. Na levi strani kapele je delo Parrasia Michelija "Padec mane" (Caduta della Manna), na desni strani pa slika, ki jo pripisujejo Parrasiu Micheliju in prikazuje Melkizedekovo daritev (Sacrificio di Melchisedech).
- Oltar Francesca Smeraldija
- Sveti Anton Veliki avtor Alessandro Vittoria
- Sveti Rok Alessandra Vittoria
- Sveti Sebastijan Alessandra Vittoria
- Padec mane Parrasio Micheli
- Žrtev Melchizedek Parrasio Micheli

3. levo, Sagredo
Kapelo je zasnoval Tommaso Temanza. Posvečena je svetemu Gherardu Sagredu, predniku, ki je umrl leta 1046 in je bil leta 1076 razglašen za blaženega. V pendedentih so upodobljeni štirje evangelisti in štiri Tiepolove kreposti. Kupola ima Pellegrinijevo fresko sotto in su. Kapela ima kip blaženega Gherarda Andree Cominellija in druge skulpture Justusa Le Courta in Enrica Merenga. Na stenah sta dva pogrebna spomenika z doprsnimi kipi dožev Nicolò Sagredo (vladal 1675-76) in Giovanni Sagredo (vladal 1676-91), z doprsnimi kipi Giovannija Gaija. Kapela poudarja zapletene mahinacije v oligarhičnih in aristokratskih Benetkah za ohranitev družinskega imena.
- Kapela (s kipom Gerarda Sagreda Josseja de Corteja)
- Freske na kupoli Girolama Pellegrinija
- Pendantiv, Tiepolo
- Nicolò Sagredo
- Alvise Sagredo
- Oltar iz polikromiranega kamna

4. Dandolo
Kapela ima sliko San Bernardo da Siena in dela Giuseppeja Porta.
- Prerok Izaija Giuseppeja Porta
- Devica z otrokom s sv. Antonom opatom in sv. Bernardom, avtor Giuseppe Porta
- Eritrejska sibila Giuseppeja Porta

5. Giustinian ali "della Salute"
V kapeli je platno Paola Veroneseja, ki prikazuje Sveto družino s sv. Katarino in Antonom opatom (okoli 1560). En vir postavlja veronsko Vstajenje v to kapelo.
- Giustinianijeva kapela
- Sveta družina s sv. Katarino in sv. Antonom opatom Paola Veroneseja
- Devica z otrokom Antonia Vassilacchija
- Devica z otrokom s pastirji Antonia Vassilacchija